# Octave Mirbeau
Octave Mirbeau, född 16 februari 1848 i Trévières, (departementet Calvados, Normandie), Frankrike), död 16 februari 1917 i Paris, var en fransk författare, journalist, publicist, konstkritiker, anarkist och dramatiker.
| ”                       | Ni är tvingade att hyckla yttre respekt för personer och institutioner som ni finner absurda.. Ni förblir fegt knutna till moralistiska eller samhälleliga konventioner som ni föraktar och fördömer, som ni vet saknar all grund.. Det är denna permanenta inkonsekvens i era idéer och önskningar, och er civilisations alla döda former och alla innehållslösa skenbilder som gör er sorgsna, förvirrade och obalanserade.. I denna outhärdliga konflikt förlorar ni all livsglädje, all förnimmelse av det personliga.. därför att man i varje ögonblick förtränger, hindrar och hejdar era krafters fria spel. Där har ni den civiliserade världens förgiftade, dödliga sår. | „ |
| – Ur Lidandets lustgård | |   |

## Biografi
Octave Mirbeau växte upp i Rémalard (departementet Orne, Normandie). Han började sin skolgång i Vannes (Bretagne), i Lycée Saint-François-Xavier. Mirbeau deltog i fransk-tyska kriget 1870-1871 och hämtade inspiration därifrån till flera noveller och romaner (Le Calvaire, Sébastien Roch). Efter kriget 1871 flyttade han till Paris och blev journalist och var privatsekreterare hos Dugué de la Fauconnerie. Han skrev därpå tidningsartiklar, särskilt kritik över konst och litteratur i L'Ordre de Paris (1874-1877), Le Gaulois (1879-1882), Paris-Journal (1882 och 1910), Les Grimaces (1883), Le Figaro (1882-1889), La France (1885-1886), Gil Blas (1886-1888), Le Matin (1886 och 1907), L'Écho de Paris (1890-1894), Le Journal (1892-1902), L’Aurore (1898-1899) och L'Humanité (1904).
Det verkliga genombrottet kom med den självbiografiska Le Calvaire (1886). Octave Mirbeau publicerade romaner : L'Abbé Jules (1888), en katolsk prästs historia, Sébastien Roch (1890), Dans le ciel (1892-93), Le Jardin des supplices (1899) (svensk översättning Lidandets lustgård, 1997), Le Journal d'une femme de chambre (svensk översättning En kammarsnärtas upplevelser, 1945), La 628-E8 (1907) och Dingo (1913). 

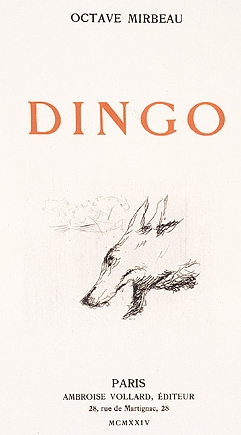
Dingo, Ambroise Vollard éditeur, 1924

Mirbeau har emellanåt räknats som en av novellkonstens stora mästare : Contes cruels (1990).
Han skrev även en stor klassisk sede- och karaktärskomedi, Les Affaires sont les affaires (1903) (svensk översättning Affär är affär, 1904), vars cyniska, brutala och intelligenta Isidore Lechat är en med skärpa framställd modern uppkomlingstyp, och hans sex enaktare i Farces et moralités (1906) med sin modernism. 
Mirbeau skrev dessutom i populär form om de anarkistiska idéerna (Combats politiques, Contes cruels, L'Affaire Dreyfus). Han är också en stor pamflettskrivare och ställde sitt geni till alla förtrycktas förfogande. Därtill författade han pamfletter. Dreyfusanhängaren Mirbeau betalade ur egen ficka Émile Zolas böter för J'accuse och just Zola ser i honom ”den som gav sitt hjärta för de fattiga och nödlidande i den här världen”. Hans ställning till publiken var länge ytterst osäker och kritiken alltid delad i häftiga angripare och ivriga beundrare.
Som konstkritiker är han begåvad med säker smak. Med stor klarsynthet − och en sorts föraning lovsjunger han Claude Monet, Camille Pissarro, Vincent Van Gogh, Auguste Rodin, Camille Claudel och Aristide Maillol.
Han begravdes på Passykyrkogården.

## Verk
- Le Calvaire (1886)
- L'Abbé Jules (1888)
- Sébastien Roch (1890)
- Dans le ciel (1892-1893)

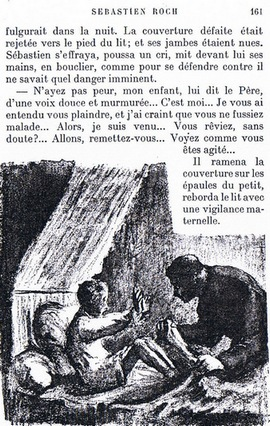
Henri-Gabriel Ibels, Sébastien Roch, 1906

- Les mauvais bergers (1897) (De dåliga bärdarne)
- Le jardin des supplices (1899) (Lidandets lustgård, översättning Hans Johansson, Vertigo, 1997)
- Le journal d'une femme de chambre (1900) (En kammarsnärtas upplevelser, översättning Algot Ruhe, B. Wahlström, 1926)
- Les vingt et un jours d'un neurasthénique (1901)
- Les affaires sont les affaires (1903) (Affär är affär)

- Farces et moralités (1904)
- La 628-E8 (1907)
- Le foyer (1908)
- Dingo (1913)
- Les mémoires de mon ami (1920)
- Un gentilhomme (1920)
- Contes cruels (1990)
- L'affaire Dreyfus (1991)
- Lettres de l'Inde (1992)
- Combats esthétiques (1993)
- L'amour de la femme vénale (1994)
- Chroniques du Diable (1995)
- Correspondance générale (2003, 2005, 2009)
- Combats littéraires (2006)
- Les dialogues tristes (2007)

### Litteratur (urval)

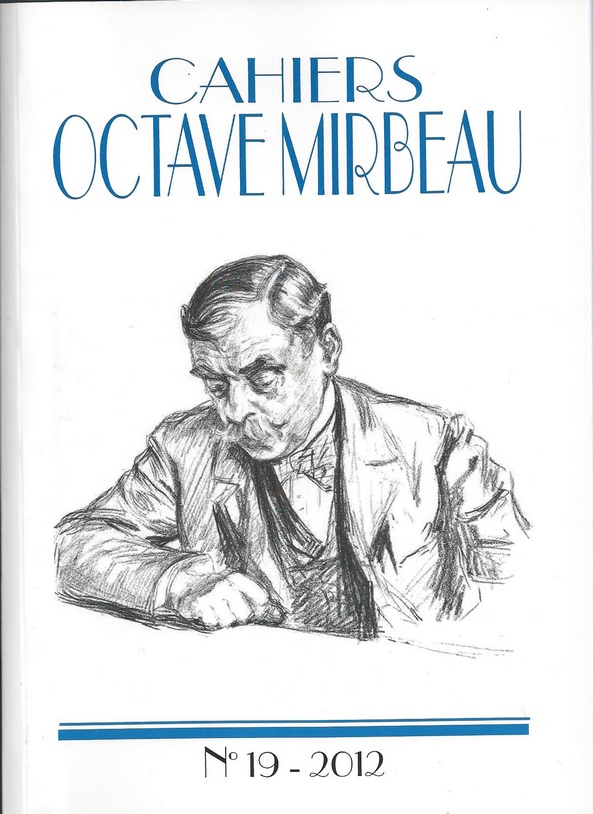